# Peter S. Goodman
 (juin 2022).
La mise en forme du texte ne suit pas les recommandations de Wikipédia : il faut le « wikifier ».
Les points d'amélioration suivants sont les cas les plus fréquents. Le détail des points à revoir est peut-être précisé sur la page de discussion.
- Les titres sont pré-formatés par le logiciel. Ils ne sont ni en capitales, ni en gras.
- Le texte ne doit pas être écrit en capitales (les noms de famille non plus), ni en gras, ni en italique, ni en « petit »…
- Le gras n'est utilisé que pour surligner le titre de l'article dans l'introduction, une seule fois.
- L'italique est rarement utilisé : mots en langue étrangère, titres d'œuvres, noms de bateaux, etc.
- Les citations ne sont pas en italique mais en corps de texte normal. Elles sont entourées par des guillemets français : « et ».
- Les listes à puces sont à éviter, des paragraphes rédigés étant largement préférés. Les tableaux sont à réserver à la présentation de données structurées (résultats, etc.).
- Les appels de note de bas de page (petits chiffres en exposant, introduits par l'outil «  Source ») sont à placer entre la fin de phrase et le point final[comme ça].
- Les liens internes (vers d'autres articles de Wikipédia) sont à choisir avec parcimonie. Créez des liens vers des articles approfondissant le sujet. Les termes génériques sans rapport avec le sujet sont à éviter, ainsi que les répétitions de liens vers un même terme.
- Les liens externes sont à placer uniquement dans une section « Liens externes », à la fin de l'article. Ces liens sont à choisir avec parcimonie suivant les règles définies. Si un lien sert de source à l'article, son insertion dans le texte est à faire par les notes de bas de page.
- La présentation des références doit suivre les conventions bibliographiques. Il est recommandé d'utiliser les modèles {{Ouvrage}}, {{Chapitre}}, {{Article}}, {{Lien web}} et/ou {{Bibliographie}}. Le mode d'édition visuel peut mettre en forme automatiquement les références.
- Insérer une infobox (cadre d'informations à droite) n'est pas obligatoire pour parachever la mise en page.

Pour une aide détaillée, merci de consulter Aide:Wikification.
Si vous pensez que ces points ont été résolus, vous pouvez retirer ce bandeau et améliorer la mise en forme d'un autre article.
Pour les articles homonymes, voir Goodman.
Peter S. Goodman est un journaliste et auteur américain spécialisé dans l'économie. Goodman a travaillé pour The Washington Post et The Huffington Post, a été rédacteur en chef du International Business Times, et est actuellement le directeur européen correspondant économique pour The New York Times,,.

## Biographie
Goodman est diplômé du Reed College en 1989. Sa carrière dans la presse a commencé à Kyoto en écrivant pour le Japan Times avant de devenir correspondant indépendant en Asie du Sud-Est pour un certain nombre de journaux, dont le Los Angeles Times, Dallas Morning News, Miami Herald et le Daily Telegraph de Londres. Il est retourné aux États-Unis en 1993 en écrivant pour le Anchorage Daily News couvrant, entre autres, le début de la carrière de Sarah Palin. Après avoir obtenu une maîtrise en études asiatiques à l'université de Californie à Berkeley, il est venu au Washington Post en 1999. En tant que correspondant économique du Post's, il a entrepris de nombreux voyages en Asie du Sud-Est, au Moyen-Orient, en Afrique, en Australie et en Europe. En 2007, il rejoint The New York Times en tant que correspondant national et écrit sur la crise financière de 2008. Une contribution majeure, The Reckoning, a été finaliste pour le prix Pulitzer et a reçu un prix Gerald-Loeb en 2009 pour les grands journaux. Il a reçu un autre prix Gerald Loeb en 2014 pour son commentaire.
Dans son livre Past Due, Goodman analyse le sort du travailleur américain qui constate que sa situation financière ne s'est pas améliorée au cours des 15 dernières années, à savoir « à l'automne 2008, la plupart des travailleurs américains rapportaient à peu près le même salaire hebdomadaire qu'ils avaient gagné en 1983, après prise en compte de l'inflation."
Son passage d'un poste respecté dans un grand journal traditionnel à celui du Huffington Post en ligne a été noté. Howard Kurtz a écrit que Goodman avait indiqué qu'au New York Times, il s'était retrouvé engagé dans "presque un processus de blanchiment de mes propres opinions, grâce à la technique éprouvée consistant à frapper quelqu'un dans un groupe de réflexion pour dire ce que vous voulez dire au lecteur."

## Publications
- Goodman, PS, Past Due: The End of Easy Money and the Renewal of the American Economy (Times Books, 2009), selected as an Editor's Choice title by the New York Times Book Review and as one of Bloomberg's Top 50 Business Books.
- Davos man: how the billionnaires devoured the world, Custom house, 2022.